# Charles-Arnould Hanus
Pour les articles homonymes, voir Hanus.
Charles-Arnould Hanus, né le 18 octobre 1723 à Nancy et mort le 28 août 1794 au large de l'Île d'Aix, est un prêtre et martyr catholique français. Curé et doyen du chapitre de Ligny-en-Barrois, il est condamné à la déportation après avoir refusé de prêter serment à la constitution civile du clergé. Âgé de 70 ans, il est enfermé sur le Washington jusqu'à sa mort deux semaines plus tard. Il est béatifié en 1995 par le pape Jean-Paul II, en même temps que soixante-trois autres martyrs des pontons de Rochefort.

## Biographie

### Un religieux modèle
Très pieux, il devient chanoine de la collégiale de Ligny-en-Barrois vers l'âge de 30 ans. Il est dès lors chargé de l'instruction du bas chœur et de plusieurs familles. Il est également chargé de distribuer les sacrements. 
Vers l'âge de 50 ans, il est nommé curé de Ligny-en-Barrois. Par charité, il fait don de son immense patrimoine et de la majorité de ses revenus aux pauvres, ne gardant pour lui que le minimum vital. Au début des années 1790, il est élu doyen de son chapitre canonial. 

### Le martyre d'un vieillard
À la Révolution, il refuse de prêter serment à la constitution civile du clergé et tombe gravement malade. Les révolutionnaires commencent par lui couper les vivres. Malgré la vieillesse, la maladie et le soutien de ses fidèles, il est jugé coupable de « trahison » vis-à-vis du nouveau régime et condamné à être déporté. 
Âgé de 70 ans, il est transporté en charrette jusque dans une prison de Bar en mars 1794. Lorsqu'il doit reprendre la route, il est complètement infirme et se retrouve totalement dépendant des autres prêtres en déportation, qui lui apportent leur aide. Ralentissant le groupe, il est détenu pendant près de deux mois dans un hôpital situé entre Paris et Orléans. À l'issue de cette pause, son déplacement reprend. Moribond, il est enfin transporté jusqu'au Washington, l'un des trois pontons de Rochefort, où il est enfermé et où il meurt deux semaines plus tard.